# Pindaya

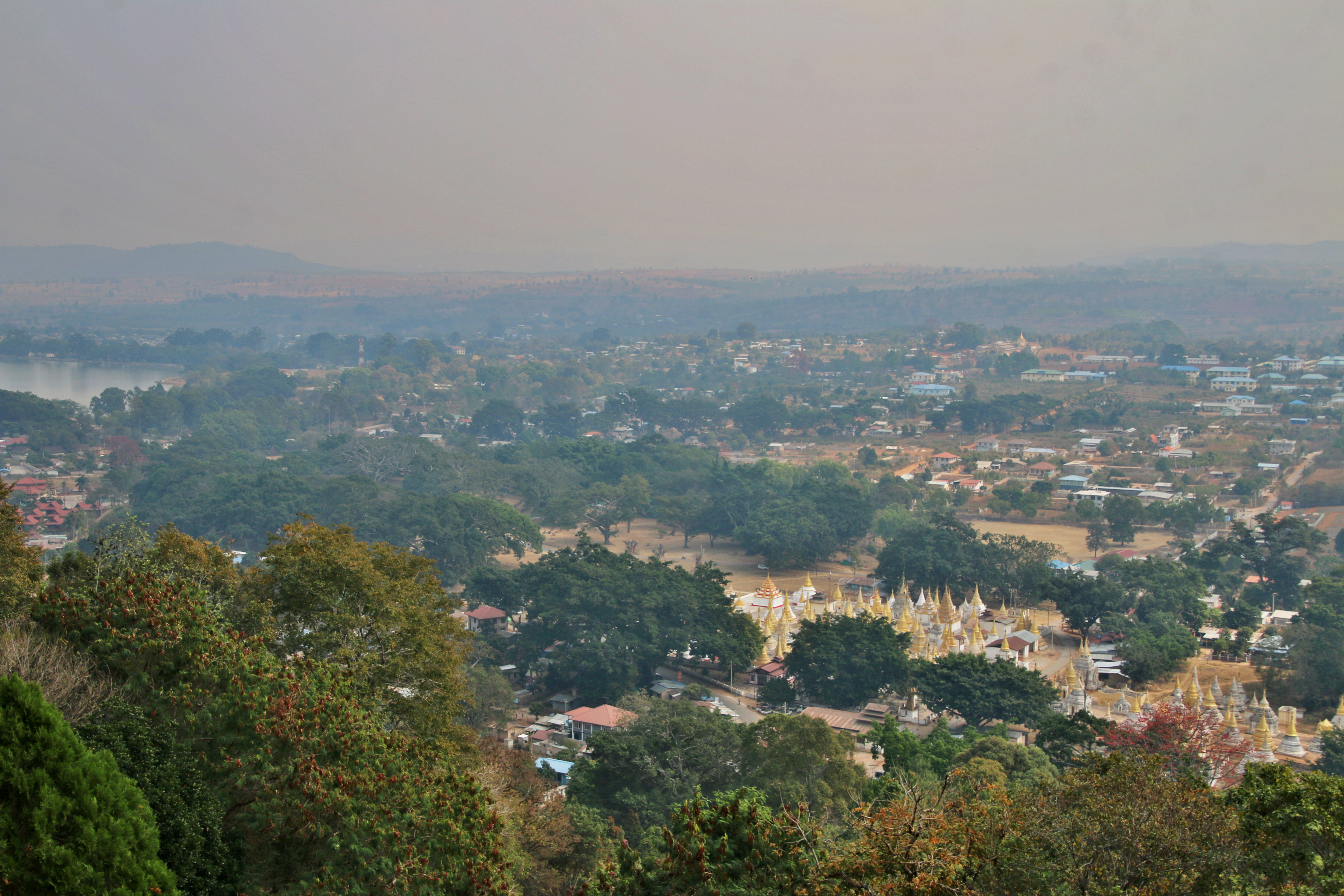
Pindaya, Ausblick vom Eingang zu den Pindaya-Höhlen 2020

Pindaya (birmanisch ပင်းတယမြို့) ist eine Stadt im Shan-Staat in Myanmar.
Bekannt ist die Stadt wegen der Kalkstein-Höhlen in einem nahegelegenen Höhenzug, die ein Wallfahrtsort für die Buddhisten und für die Touristen ein interessantes Ziel sind, denn sie beherbergen mehr als 8000 Buddhastatuen. In Pindaya findet zudem ein Fünf-Tage-Markt statt, ein in ländlichen Gebieten Myanmars gebräuchliches Verfahren, bei dem in fünf verschiedenen Orten Märkte in einem rotierenden System stattfinden.

## Etymologie
Nach einer lokalen Legende ist der Begriff Pindaya eine Verfälschung des Wortes Pingu-ya, was aus dem Burmesischen mit "die Spinne ist getötet" übersetzt wird. Der Name stammt aus der Legende, dass es einst eine große Spinne gab, die in den Höhlen lebte und sieben einheimische Prinzessinnen gefangen hatte. Die Prinzessinnen wurden gerettet, als die Riesenspinne von einem Prinzen mit Pfeil und Bogen erschossen wurde und der dabei ausgerufen haben soll, dass er die Spinne getötet hat. So wurde der Ausruf zum Namen der Region, und von ihr erhielt Pindaya ihren Namen.

## Galerie

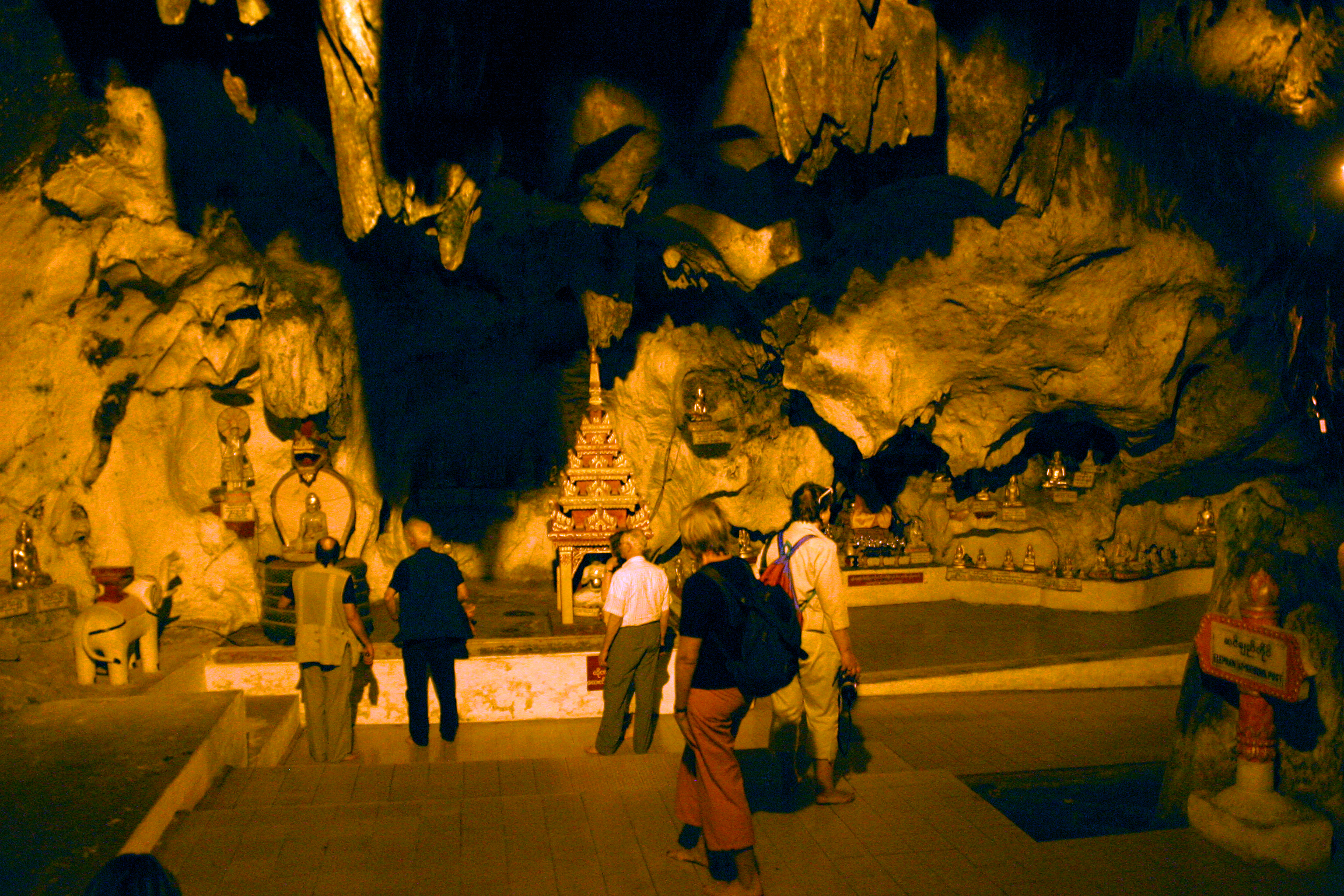
Höhle
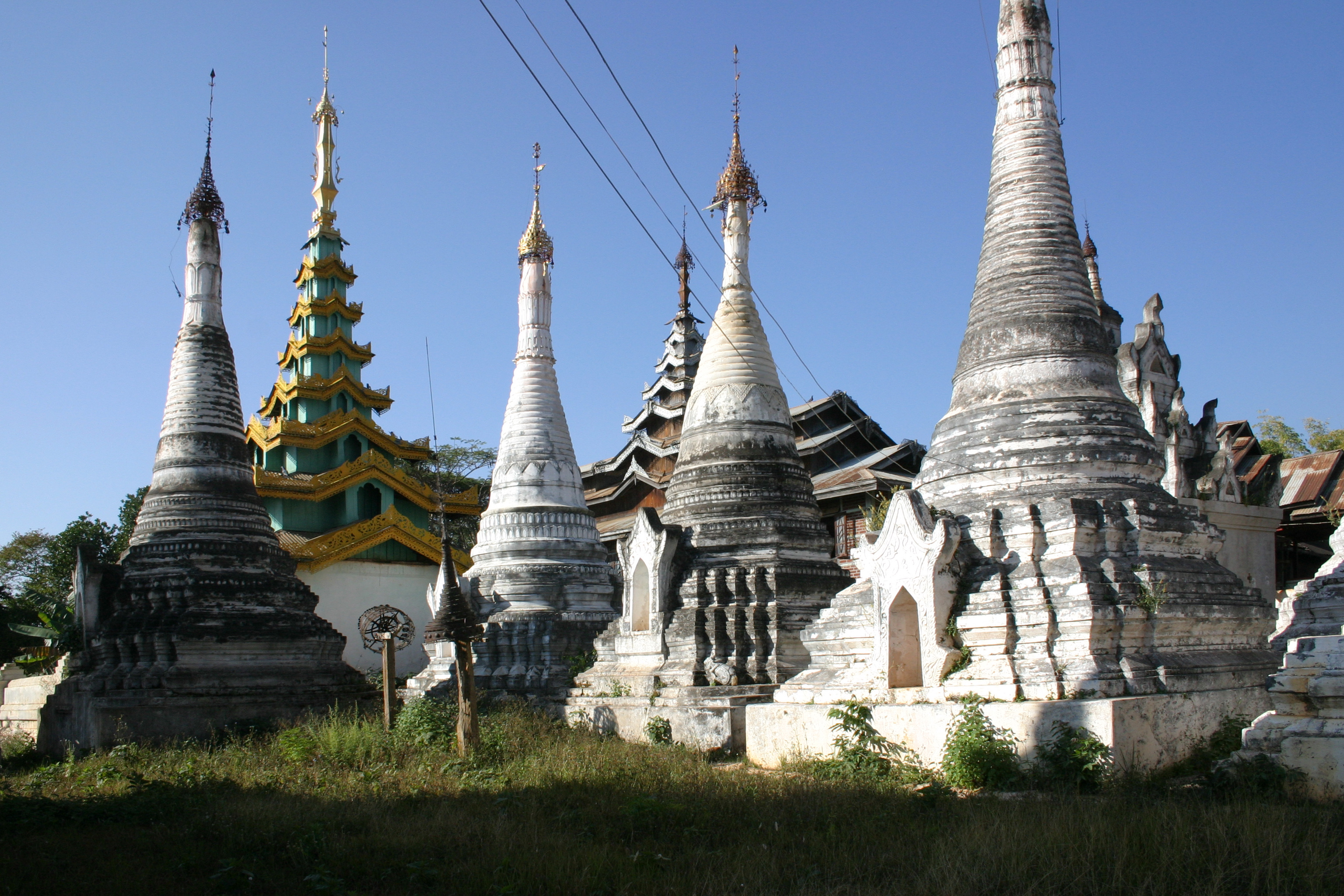
Stupas
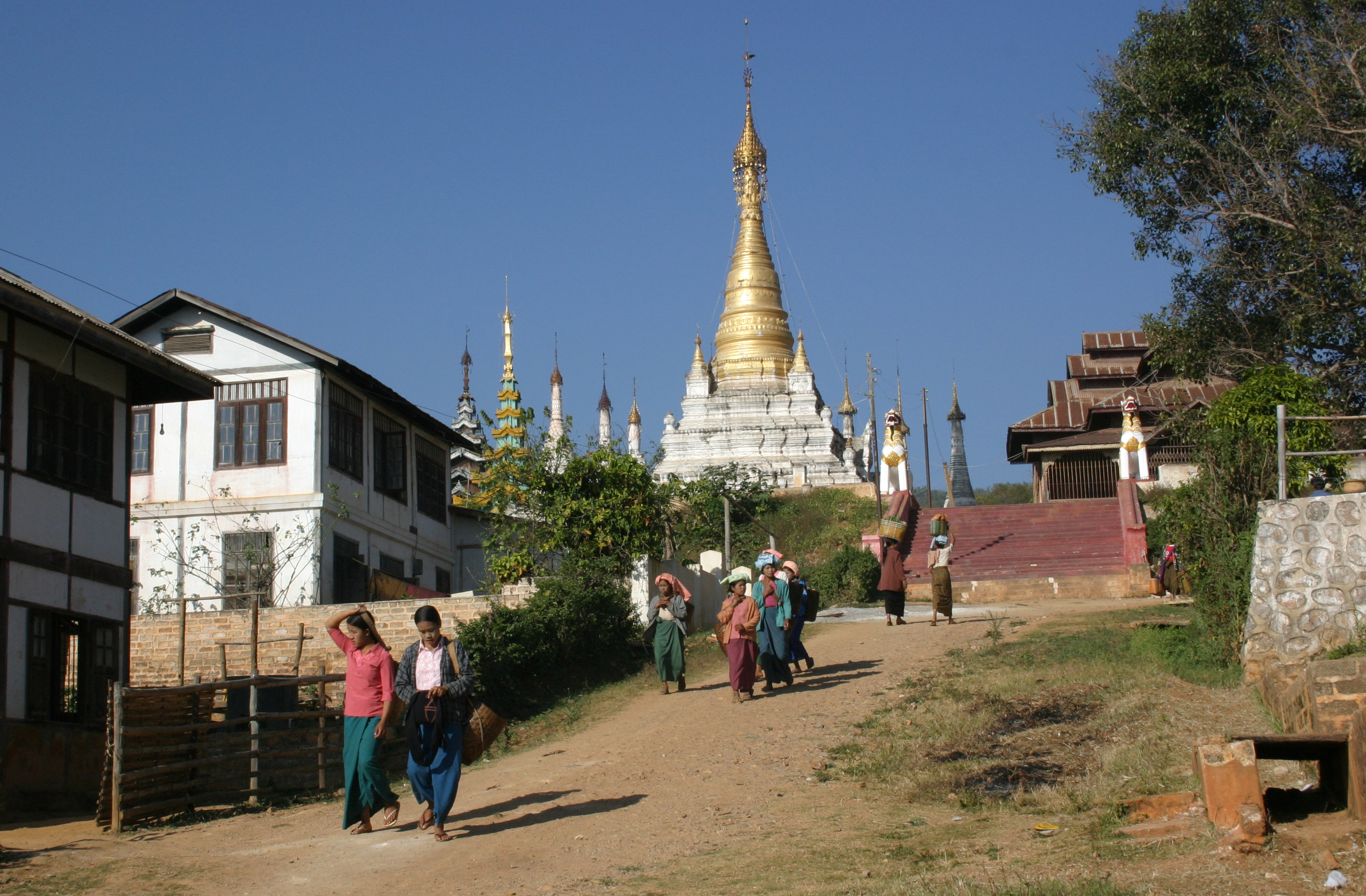
Unterwegs zum Markt
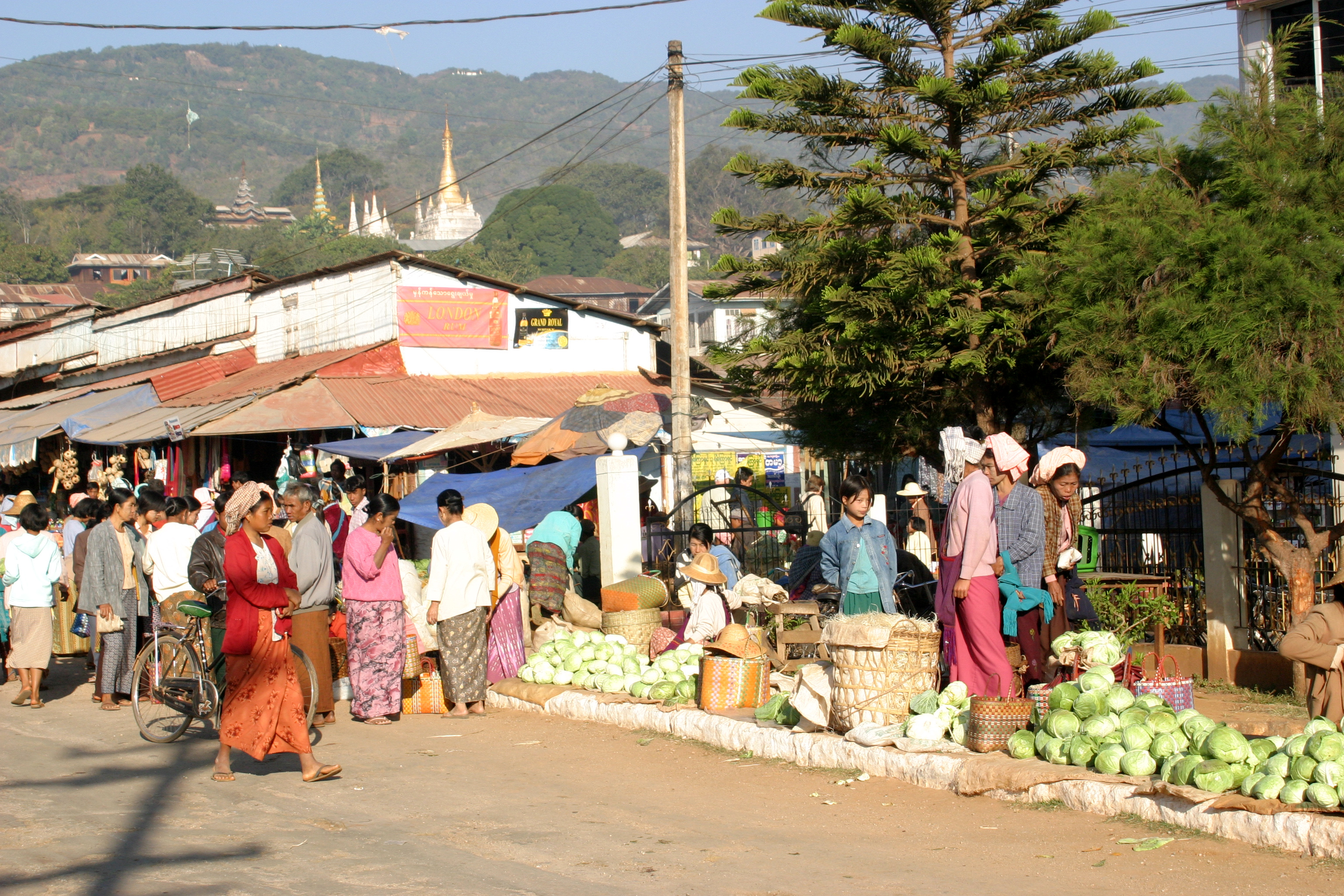
Markt
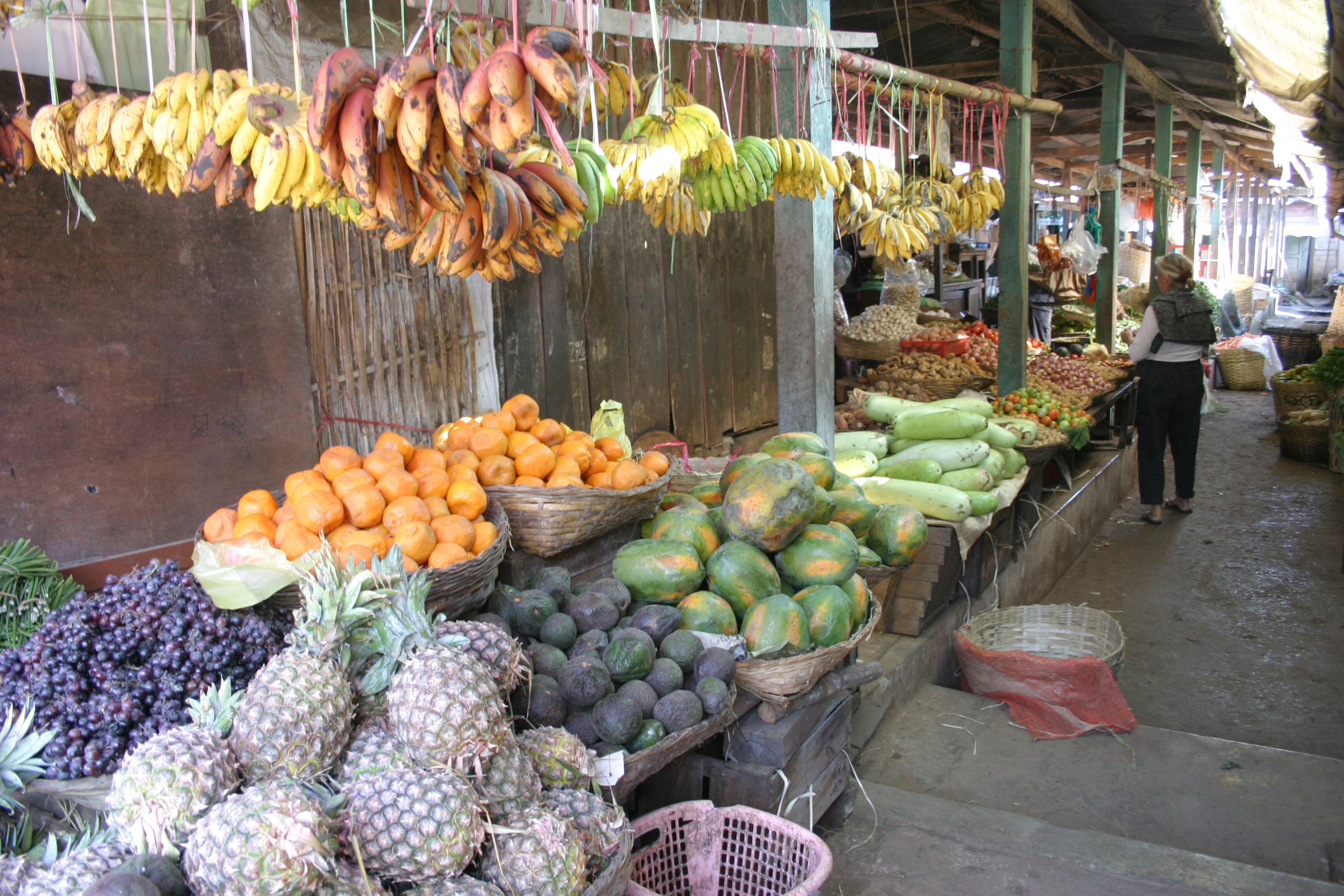
Früchte
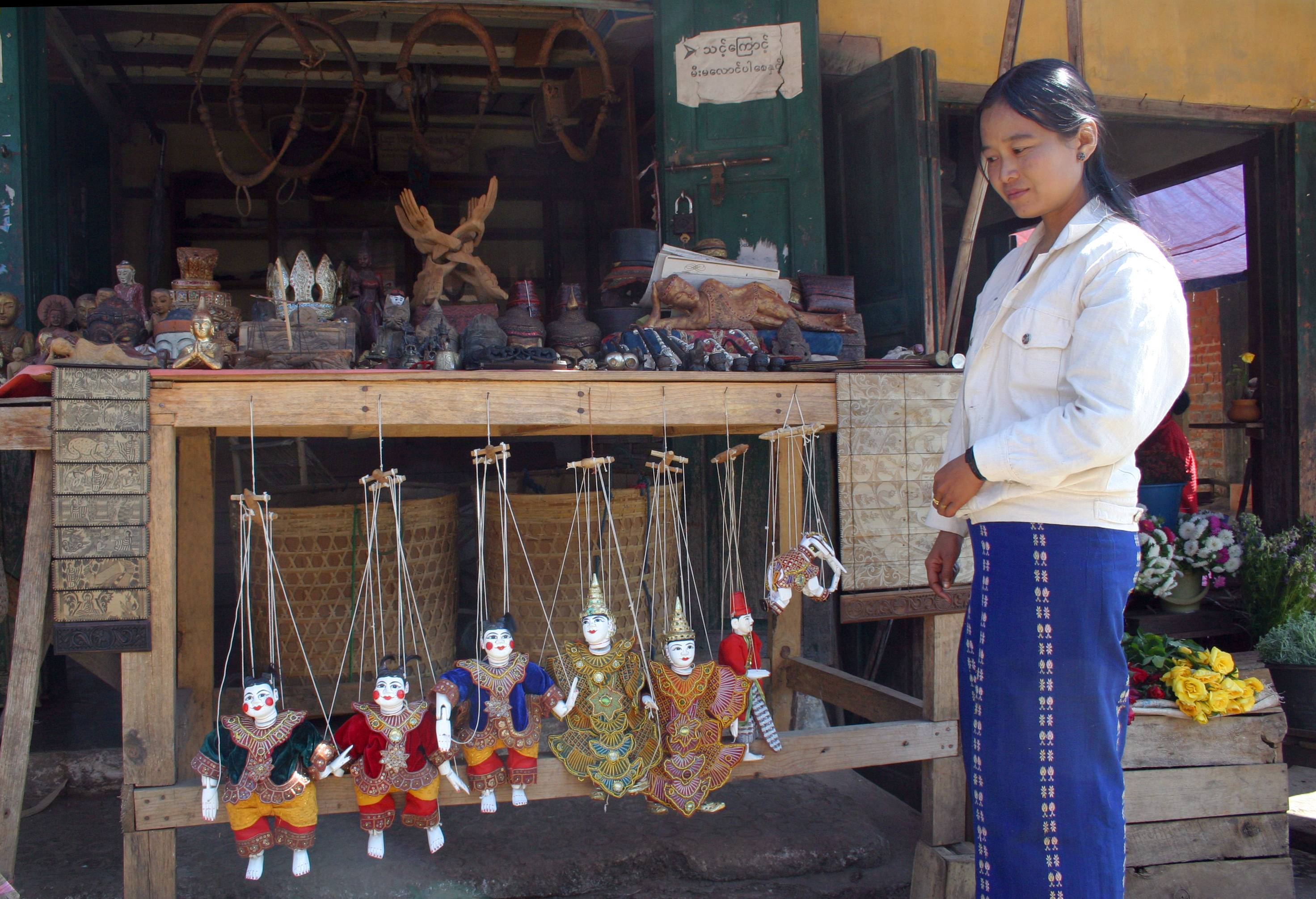
Marionetten
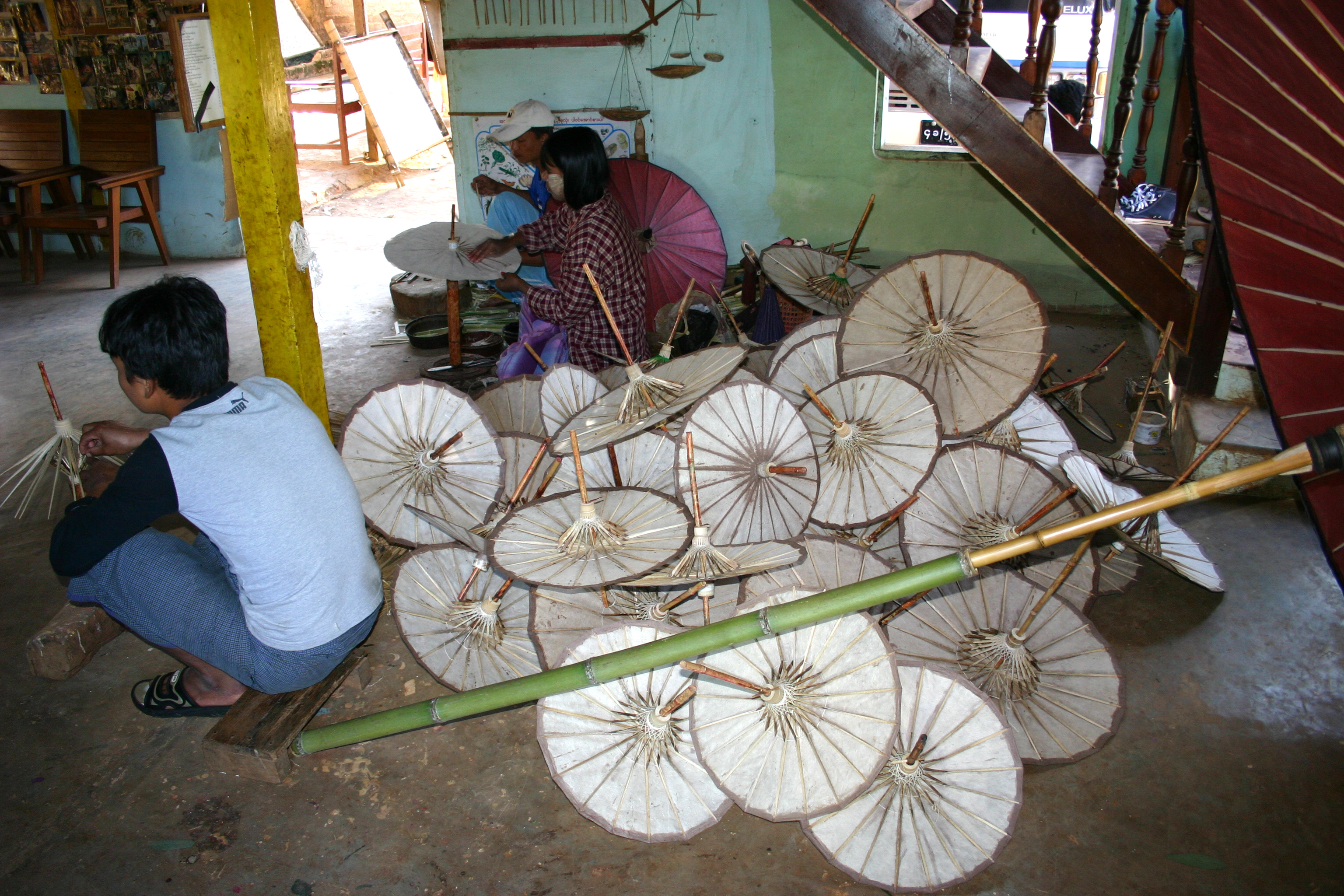
Schirm-Manufaktur